# 桐生市立川内中学校
桐生市立川内中学校（きりゅうしりつ かわうちちゅうがっこう）は、群馬県桐生市川内町五丁目にある公立中学校。

## 所在地
- 群馬県桐生市川内町五丁目358番地

## 学区
- 川内町1丁目～5丁目[1]（相生町のごく一部）

## 学校周辺
- 桐生市立川内小学校
- 新堀団地
- 三島神社
- 雲祥寺
- 崇禅寺
- 白滝神社